# 23 아이덴티티
《23 아이덴티티》(Split)는 2016년 미국의 공포 영화이다. M. 나이트 샤말란 감독의 연출 작품이며, 그의 전작 《언브레이커블》(2000)의 정신적 계승작으로 알려졌다. 제임스 매커보이, 아냐 테일러조이, 베티 버클리가 출연한다. 2016년 판타스틱 페스트에서 선공개되었고 이듬해 극장 개봉하였다.

## 출연
- 제임스 맥어보이 - 케빈 "웬들" 크럼
- 아니아 테일러조이 - 케이시 쿡
  - 이지 커피 - 어린 케이시
- 베티 버클리 - 캐런 플레처 박사
- 헤일리 루 리처드슨 - 클레어 벤와
- 제시카 술라 - 마샤
- 킴 디렉터 - 해나
- 브래드 윌리엄 헨크 - 존 삼촌
- 닐 허프 - 벤와 씨
- 서배스천 아셀러스 - 쿡 씨
- 린 러네이
- 브루스 윌리스 - 데이비드 던

## 같이 보기
- 빌리 밀리건